# Teatro Bibiena
Le Teatro Bibiena de Mantoue, encore appelé Teatro Scientifico, est un théâtre baroque, reconstruit en 1769 par Antonio Galli da Bibiena.

## Histoire
Son origine remonte au XVIe siècle, mais il tomba en ruine en même temps que la maison des Gonzagues dont la chute définitive arriva en 1707.
Lorsque la maison d'Autriche lui succéda, le recteur de l'Académie des Timides, le comte Carlo Ottavio de Colloredo, envoya au représentant de la Lombardie autrichienne à Milan, Carlo de Firmian, un rapport chargé de faire connaître l'état de vétusté du lieu en même temps qu'un ambitieux projet de réhabilitation. Le rapport fut transmis à l'impératrice Marie-Thérèse d'Autriche qui se montra fort intéressée, mais le recteur n'attendit pas la décision finale de l'impératrice et il décida de démolir, à l'intérieur du palais de l'Académie, ce qui restait du théâtre en élargissant l'espace pour obtenir un plus grand volume. Il s'agissait d'en finir avec le style Renaissance (théâtre en gradins) et de moderniser la salle selon la mode du XVIIe siècle, à savoir des balcons en étage et une salle d'orchestre. L'ensemble se devait d'être grandiose.
Antonio Galli da Bibiena issu de la famille d'architectes des Bibiena, et qui avait déjà parcouru toute l'Europe, réalisa pleinement les vœux de l'Académie tout en introduisant sa fantaisie baroque.
Mozart y joua à l'âge de 14 ans.

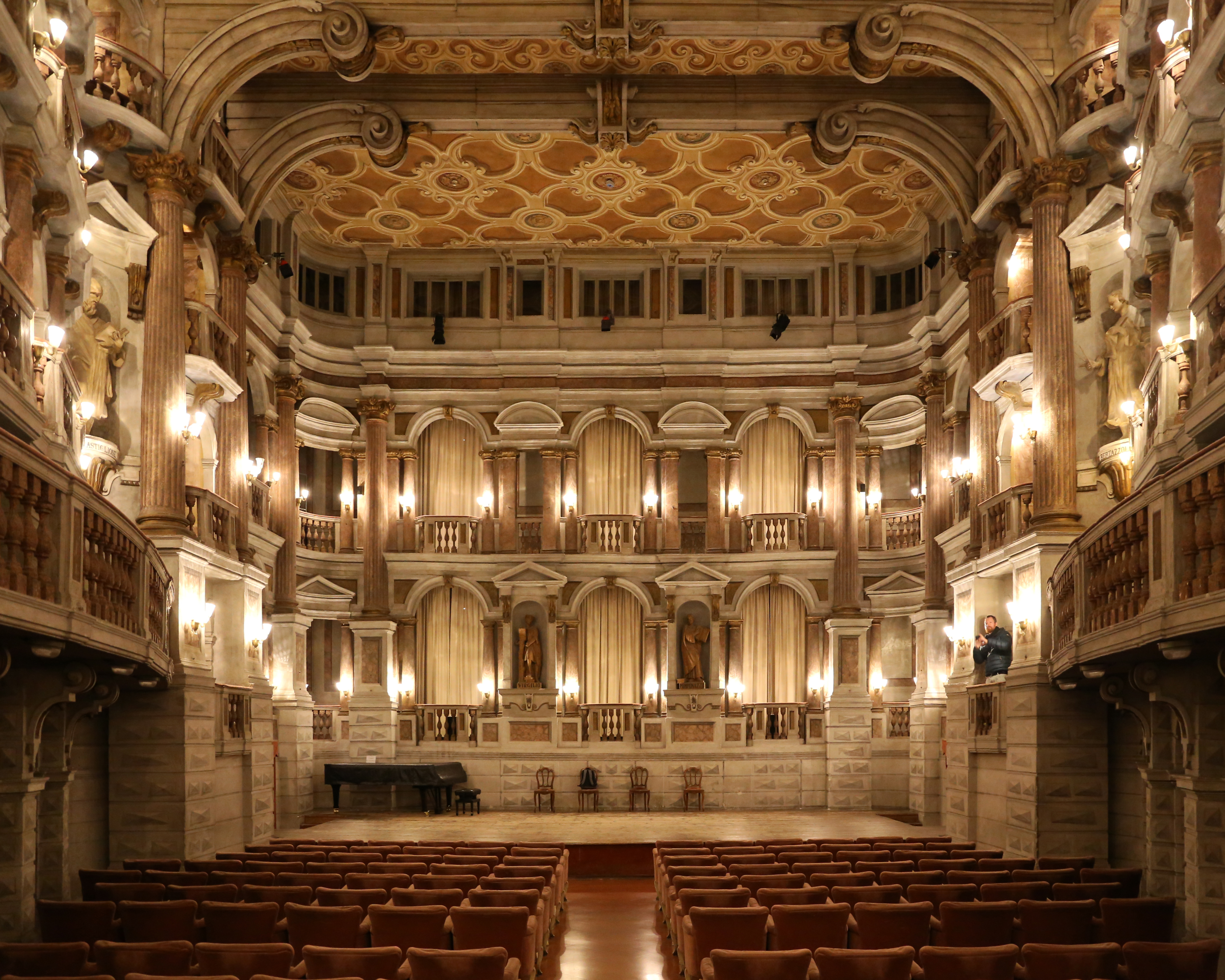
La scène.
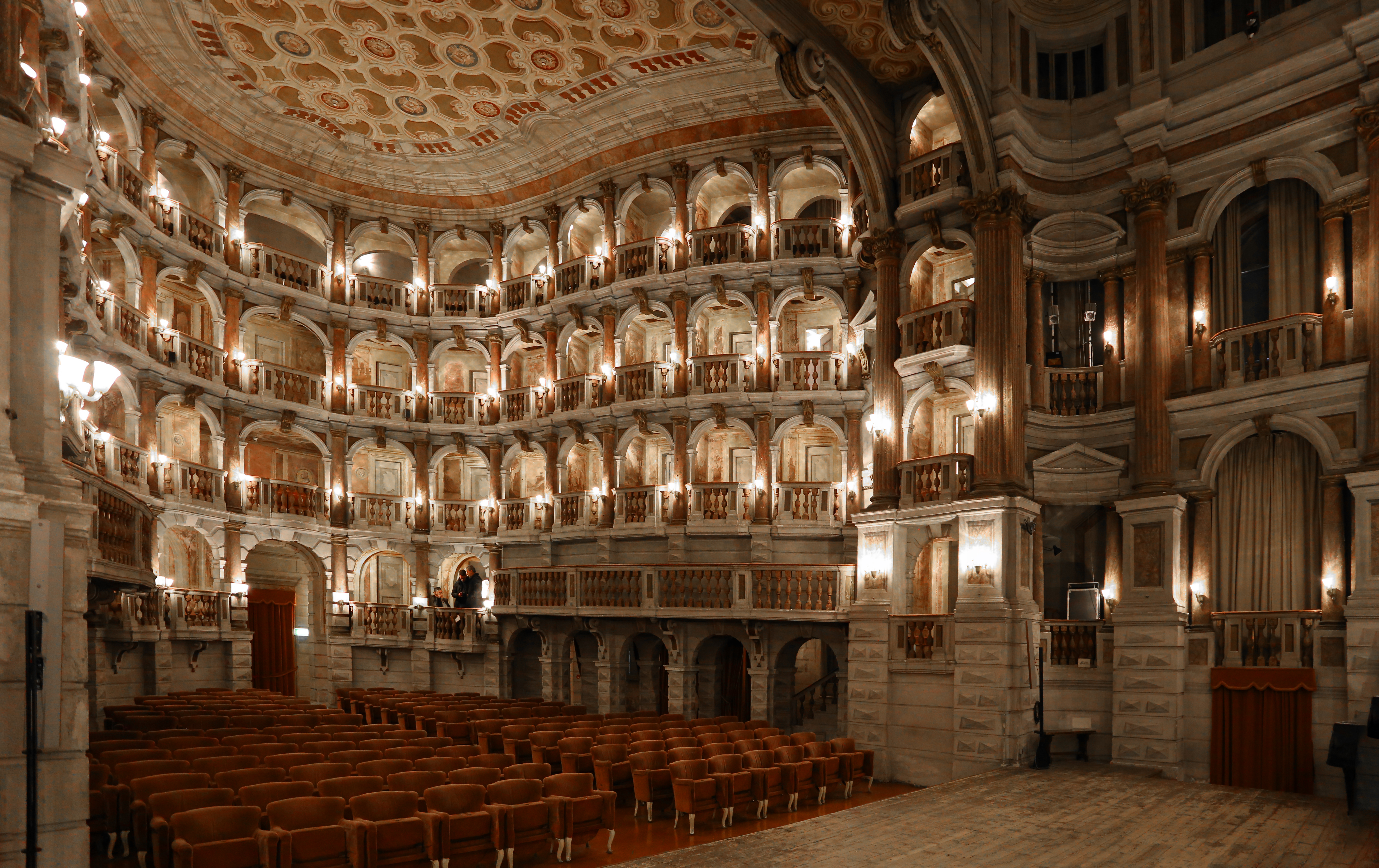
Le parterre.

## Architecture
Situé à l'intérieur du Palais de l'Académie nationale virgilienne (bâtiment à la façade très épurée, 1771 à 1775, reconstruit par Piermarini), le théâtre est considéré comme un bijou de l'art baroque du XVIIIe siècle. 
Bibiena conçut une scène fixe, derrière laquelle il construisit deux couloirs qui se chevauchent pour former une loggia à deux étages. Le parterre est conçu en forme de cloche, ce qui donne la sensation d'un environnement circulaire. L'environnement apparaît finement décoré : avec quatre étages, quatre niches avec des statues d'illustres Mantouans (Gabriele Bertazzolo, Baldassarre Castiglione, Pietro Pomponazzi, Virgile) et une disposition décorative générale qui produit une sensation de mouvement. 
Le Palais de l'Académie nationale virgilienne accueille, à l'étage noble, une bibliothèque avec de précieuses éditions de Virgile et une collection d'instruments chirurgicaux.